# Ivana Kindl
Ivana Kindl (* 18. Januar 1978 in Požega) ist eine kroatische R&B-Sängerin.

## Leben
Ivana Kindl wurde mit ihren ersten zwei Alben, Trenutak Istine (deutsch: „Moment der Wahrheit“) und Moj Svijet (dt.: „Meine Welt“), über Kroatien hinaus bekannt. Insbesondere ist sie auf dem Westbalkan populär; sie trat unter anderem aber auch in der Schweiz auf. Ihr Repertoire vereint R&B-, Soul- und Popmusik.
Vor ihrer Solo-Karriere sang Ivana Kindl für zwei Jahre in der Band Funky Towns und war mit dieser in ganz Kroatien unterwegs, bis sie 2002 durch die Hilfe der Gruppe XL zu ihrem Durchbruch kam.
2003 nahm Kindl mit dem Song Ti mi daješ Snagu (You give me strength) am kroatischen Vorentscheid des Eurovision Song Contest, der Dora, teil. 2004 bewarb sie sich erneut, diesmal mit dem Titel Strastvena žena (Passionate woman) beim kroatischen Vorentscheid Dora für den ESC. Sie erreichte das Finale der Show, konnte sich aber nicht durchsetzen. Auch im Jahr 2005 war sie mit dem Song Tvoja ljubav meni pripada (Your love belongs to me) bei der Dora vertreten.
Das Live-Album Live in Sax 2005, eine Kollaboration mit dem Soul Club, besteht nur aus englischsprachigen Covern, darunter auch Beyoncés Work it out.
Am 16. Oktober 2006 erschien Ivana Kindls 3. Studioalbum. Das Album Osjećaj (dt.: „Gefühl“) ist eine Mischung aus Contemporary R&B, Pop, Soul, Gospel, Rock und Alternative (12 Tracks). Erstmals dominierte R&B nicht mehr; das Album führte mehrere Wochen die kroatischen Album-Charts an und bekam gute Kritiken.
Dabei trug das Album den Arbeitstitel Sve otpoćetka (dt.: „Alles von Anfang an“), was symbolisieren sollte, dass die Sängerin in eine neue musikalische Richtung mit diesem Album gehen wollte.
2008 nahm Ivana Kindl erstmals an der kroatischen TV-Sendung „Zvijezde Pjevaju“ teil, nachdem die erste Staffel ein Jahr zuvor großen Erfolg geerntet hatte. Dabei trat die Sängerin als Siegerin aus der Sendung hervor.
„Zvijezde Pjevaju“ ist die kroatische Version der bekannten britischen Musiksendung „Just the two of us“.
Weiterhin veröffentlichte die Sängerin im Dezember 2008 ein Gospel-Live-Album, da sie dieses Jahr ein reines Gospel-Konzert gehalten hatte, das von Fans und Kritikern gleichermaßen positiv aufgenommen wurde. Zur Vermarktung des Gospelalbums erschien die Single Jesus, Oh What A Wonderful Child.
Anfang 2009 nahm Ivana Kindl an der dritten Staffel der Sendung „Zvijezde Pjevaju“ teil, ihr Gesangspartner in diesem Jahr war Duško Modrinic (auch bekannt als Roko aus der kroatischen T-Mobile-Werbung). Zusammen kamen sie ins Finale und erreichten dort nach knapper Zuschauerentscheidung den zweiten Platz.
Anfang Juni 2009 erschien mit Oči (dt.: „Augen“) die erste offizielle Singleauskopplung aus dem vierten Studioalbum.
Im November 2009 erschien die zweite Single, Nisi Sam, aus dem vierten Album.
Am 29. April 2010 erschien Kindls viertes Studioalbum mit dem Titel Promjenjiva (dt.: „Variabel“), zeitgleich erschien der gleichnamige Song als dritte offizielle Singleauskopplung.

## Diskografie

### Alben
| Jahr | Titel                               | Deutsche Übersetzung | Anmerkungen                                                                                        |
| ---- | ----------------------------------- | -------------------- | -------------------------------------------------------------------------------------------------- |
| 2003 | Trenutak Istine Erstes Studioalbum  | Moment der Wahrheit  | |
| 2004 | Moj Svijet Zweites Studioalbum      | Meine Welt           | HR #1                                                                                              |
| 2005 | Live in SAX 2005 Promo-Album        | -                    | Ivana Kindl & Soul Club; Englischsprachiges Live-Album, kostenloser Download auf www.ivanakindl.de |
| 2006 | Osjećaj Drittes Studioalbum         | Gefühl               | HR #1                                                                                              |
| 2008 | Gospel u Komediji Gospel-Live-Album | Gospel der Komödie   | Veröffentlichung im Dezember 2008                                                                  |
| 2010 | Promjenjiva Viertes Studioalbum     | Veränderlich         | Veröffentlichung im April 2010                                                                     |

### Singles
Hinweis: In Kroatien ist es eher unüblich, Maxi-CDs zu veröffentlichen. Hier aufgeführte Lieder dienen daher zur Promotion des jeweiligen Albums und werden als Radio-Singles veröffentlicht, meist mit einem dazugehörigen Video-Clip [link].
| Jahr | Titel                                  | Deutsche Übersetzung                   | Album             |
| ---- | -------------------------------------- | -------------------------------------- | ----------------- |
| 2002 | Da li želiš                            | Wünscht du dir                         | Trenutak Istine   |
| 2003 | Od svih si bolji                       | Von allen bist du der Beste            | Trenutak Istine   |
| 2003 | Ti mi daješ snagu                      | Du gibst mir Kraft                     | Dora 2003         |
| 2003 | Ja neću biti kao druge                 | Ich werde nicht wie andere sein        | Trenutak Istine   |
| 2003 | Superjaka                              | Superstark                             | Moj Svijet        |
| 2004 | Strastvena žena                        | Leidenschaftliche Frau                 | Moj Svijet        |
| 2004 | Ne daj me                              | Gib mich nicht her                     | Moj Svijet        |
| 2005 | Kao kazna božja (feat. Jacques Houdek) | Wie die Strafe Gottes                  | Moj Svijet        |
| 2005 | Tvoja ljubav meni pripada              | Deine Liebe gehört zu mir              | Dora 2005         |
| 2005 | Daš mi? (feat. Shorty)                 | Gibst du mir?                          | Osjećaj           |
| 2005 | Klik                                   | Klick                                  | Osjećaj           |
| 2006 | Navika na tebe                         | Angewohnheit an dich                   | Osjećaj           |
| 2007 | Tko se na lude kladio                  | Wer auf Irre gesetzt hat               | Osjećaj           |
| 2007 | 2 Leptira                              | 2 Schmetterlinge                       | Osjećaj           |
| 2008 | Volim te vibracije                     | Ich mag diese Vibrationen              | Osjećaj           |
| 2008 | Još jedan mali date                    | Noch ein kleines Date                  | -                 |
| 2008 | Jesus, Oh What A Wonderful Child       | Jesus, oh was für ein wunderbares Kind | Gospel u Komediji |
| 2009 | Oči                                    | Augen                                  | Promjenjiva       |
| 2009 | Nisi sam                               | Bist nicht alleine                     | Promjenjiva       |
| 2010 | Promjenjiva                            | Variabel                               | Promjenjiva       |

Non-Album Tracks
- 1999: Ja ne vjerujem
- 2004: Čarobna noć (dt.: Heilige Nacht) (Weihnachtssong)
- 2006: Ja neću biti kao druge (dt.: Ich werde nicht wie andere sein) (Official DJ Rado Remix - Promo-Remix für Deutschland)
- 2006: Halo Santa (dt.: Hallo Santa) (Weihnachtssong)
- 2007: Tiha noć (dt.: Stille Nacht) (Weihnachtssong)
- 2008: Ivana Kindl, Branka Delic & Kikici - The Way Of The Olympics

## Videos
- Da li želiš (2002)
- Od svih si bolji (2003)
- Ja neću biti kao druge (2003)
- Superjaka (2003)
- Strastvena žena (2003)
- Ne daj me (2004)
- Kao kazna božja (feat. Jacques Houdek) (2004)
- Daš mi? (feat. Shorty) (2005)
- Navika na tebe (2006)
- Tko se na lude kladio (2007)
- 2 Leptira (2007)
- Oči (2009)
- Promjenjiva (2010)

## Aufnahmen mit anderen Künstlern
- Trenutak istine (feat. Baby Dooks)
- Pogrešan broj (feat. General Woo & Baby Dooks)
- Ajde! (feat. General Woo)
- I malu stranu (feat. Tram 11)
- Kao kazna božja (feat. Jacques Houdek)
- Ako želiš biti moj (feat. Casper)
- Svi to vole (mit Stoka i Nered)
- Genije (Remix) (mit T.B.F.)
- Daš mi? (feat. Shorty)
- Među nama (feat. General Woo & Nered)
- Grijeh (feat. Žana)
- Gdje si prijatelju (feat. Band Aid)
- Ljubavni Problemi (feat. Target)